# كارولين شيفر
كارولين شيفر (من مواليد 5 ديسمبر 1991) لاعبة ألعاب قوى ألمانية متخصص في سباعي، فازت بالميدالية الفضية في هذا الحدث في بطولة العالم لألعاب القوى 2017. حصل شيفر على الميدالية البرونزية في بطولة أوروبا لألعاب القوى 2018. في عمر الخامسة عشرة، فازت بالميدالية الفضية في بطولة العالم للشباب 2007. كانت بطلة السباعي 2008 للناشئين و2009 للناشئين|2009 للناشئين. مثل شيفر ألمانيا في  ريو 2016 وأولمبياد طوكيو 2020، حيث احتلت المركزين الخامس والسابع على التوالي.